# Le Scorpion
Le Scorpion és una sèrie de còmics històrics, creats per Enrico Marini (dibuixant, guionista i colorista) i Stephen Desberg (guionista), continuats per Stephen Desberg en solitari al guió i Luigi Critone (dibuixant i colorista) a partir de 2020, publicat des de 2000 per Dargaud.
Entre la ficció i la història, l'escenari destil·la una teoria maquiavèlica del poder religiós.

## Descripció

### Sinopsi
Roma, segona meitat del segle xviii. El cardenal Trebaldi és l'hereu d'una de les nou famílies que des de la caiguda de l'Imperi romà han decidit en secret el destí d'Europa, confiant per a això a l'Església i al seu Papa. Armando Catalano, conegut com Le Scorpion (L'Escorpí), és traficant de relíquies sagrades. És fill d'una heretge que va ser cremada viva per haver desviat un home de l'església del bon camí i porta la «marca del diable», una marca de naixement en forma d'escorpí. El cardenal, l'autoritat del qual desafia, encarrega llavors a Méjaï, una jove gitana especialitzada en pocions, la missió d'enverinar-lo. Però la seva missió fracassa i el destí l'acosta a Armando.
Les aventures de Le Scorpion el portaran a buscar el tresor dels templers i descobrir el seu passat.

### Personatges
- Armando Catalano àlies Le Scorpion, un traficant de relíquies i excel·lent esgrimista
- Méjaï, una jove gitana versada en els verins
- El cardenal Cosimo Trebaldi, un hom d'església despietat
- Aristote Weindorf àlies Le Hussard, el fidel company del Scorpion
- Rochnan, l'ànima condemnada del cardenal
- Ferron et Fenice, dos aventurers caçadors de tresors
- Nelio Trebaldi, germà petit del cardenal amb una sexualitat ambigua
- Ansea Latal, hereva d'una de les Nou famílies governants
- Marie-Ange de Sarlat, Ambaixadora (amb el seu germà) del rei de França al Papa
- Orazio Trebaldi, pare de Cosimo i Nelio i patriarca de la família.
- Aurelio Latal, patriarca de la família Latal

### Les nou famílies
Una «aliança» de nou famílies creada durant l'època de la República Romana.
- Les Trebaldi
- Les Latal
- Les De Vaulnay
- Les Guarini
- Les Delamorley
- Les Cavalieri

## Anàlisi

### Autors
Enfortits per la seva col·laboració l'any 1995 per al western L'Étoile du désert estrenat a maig de 1996 publicat per Dargaud, Desberg i Marini van decidir, al llarg d'aquell mateix any, crear junts una sèrie “de capa i espasa". Començant primer amb una adaptació dels tres mosqueters d'Alexandre Dumas, finalment van prendre la decisió d'innovar una mica més. Inspirats en el Zorro i Scaramouche, Marini dibuixa un personatge d'esgrima al qual anomena Scorpion i prepara nombroses il·lustracions dels personatges i dels llocs. Ho ajunta tot en una cartera, una mena de carta gràfica il·lustrada, per mostrar a Desberg com s'imagina la sèrie. Junts inventen una trama per convertir-la en una llarga sèrie popular. Desberg, doncs, comença a escriure el primer àlbum, que Marini segueix de prop afegint també les seves idees. El dibuixant Marini, molt ocupat en altres sèries, posposa per uns mesos la producció del volum 1, que finalment començarà el 1997.
El 2019, amb motiu de l'edició del volum 12, Enrico Marini va anunciar que aquest àlbum, que posa fi a la trama vinculada a les nou famílies i resol la recerca d'identitat de l'escorpí i el llegat dels Trebaldi, serà l'últim que dibuixarà. Stephen Desberg continua la sèrie en solitari en el guió, el dibuix i els colors proporcionats per Luigi Critone, triat com a successor pel mateix Marini. La portada de Luigi Critone és apreciada per Didier Pasamonik que saluda el «tret sublim de Luigi Critone que succeeix a Enrico Marini en aquesta saga, amb una brillantor incomparable».

### Inspiració
Els dos autors (i particularment Marini) són tots dos fans de pel·lícules de capa i espasa, com Scaramouche, amb actors com Jean Marais entre d'altres. Assumeixen plenament les nombroses referències que es fan a aquest gènere multidisciplinari al qual, per tant, han volgut retre homenatge amb aquesta sèrie. Com a resultat, diuen que prèviament han tornat a veure les esmentades pel·lícules juntes per establir l'univers de la sèrie. En aquestes referències, si calia retenir només una d'elles, els autors citen més sovint que el nom de l'heroi, Armando Catalano, l'actor escollit per Walt Disney per encarnar a Don Diego de la Vega a la Sèrie Zorro dels estudis Disney, emesa entre 1957 i 1961, però també i més senzillament que les principals característiques d'aquest personatge animat, molt hàbil amb la seva arma, seductor, etc., el converteixen en un molt «novel·lesc», típic del gènere. Pel que fa més particularment a l'escenari que Desberg declara tenir «llegir històries sobre la història dels papes, sobre l'organització del Vaticà, sovint elements molt sibil·lins». Pel que fa als dibuixos, a més de les pel·lícules esmentades anteriorment, la inspiració va venir «dels gravats de l'època –Miquel Àngel per als uniformes de la Guàrdia Suïssa– i pintures». També sabem que els autors havien conegut anteriorment un vell mestre d'esgrima francès, després d'haver batejat notablement Jean Marais i Alain Delon a La Tulipe noire, que els va informar no només sobre l'esgrima, sinó també sobre els codis d'honor vigents en aquell moment. En definitiva, aquesta recerca els va aportar certs punts de referència. Però, segons ells, bàsicament, el seu objectiu és entretenir la gent. «No els abrumeu amb història»- no volien un «còmics purament històric».
Tot i que se suposa que la història té lloc en la vigília de les revolucions a Europa, el personatge sembla paradoxalment retirat d'aquests fets, fet que també contribueix a la relativització d'aquest període de la història iniciat pels dos autors. Le Scorpion, efectivament, manté un esperit lliure i crític davant absolutament qualsevol autoritat. Això s'ha de relacionar amb les obres d'inspiració sartreana, defensant la idea de compromís personal per no acceptar l'ampliació de les desigualtats de riquesa, segons l'autor: «És sobretot una aventura, que segurament podria haver passat en aquella època, però que sobretot té ressonàncies actuals. El conservadorisme pur i dur».
Pel que fa al dibuix, l'estil es considera força realista. Per als colors, la tècnica utilitzada és el mètode del color directe, és a dir que el mateix dibuixant pinta els seus propis dibuixos en temps real amb aquarel·les.

## Posteritat

### Èxit
Al 2011, la sèrie ja havia venut més d'un milió i mig de còpies, incloent tots els països. Malgrat que el t. 11, publicat el 2014, no marca el final de la sèrie (la narració de la qual es deixa en suspens al final del volum) i després d'un parèntesi de cinc anys es va posar a la venda el dotzè volum el 15 de novembre de 2019. Sembla ser l'àlbum definitiu de la sèrie, l'autor no ha posat a la part inferior de l'última pàgina la menció "final de l'episodi".

### Altres
- La sèrie podria ser objecte d'una adaptació cinematogràfica; el projecte està en discussió.
- La història del Scorpion s'esmenta a l'inici del novè volum de la sèrie IR$, del mateix guionista, durant una visita a un castell de Palestina.

## Publicacions

### Revistes periòdiques
- BoDoï :
  - Le Secret du pape, del nº 43 al nº 45 (2001)[7]

### Àlbums

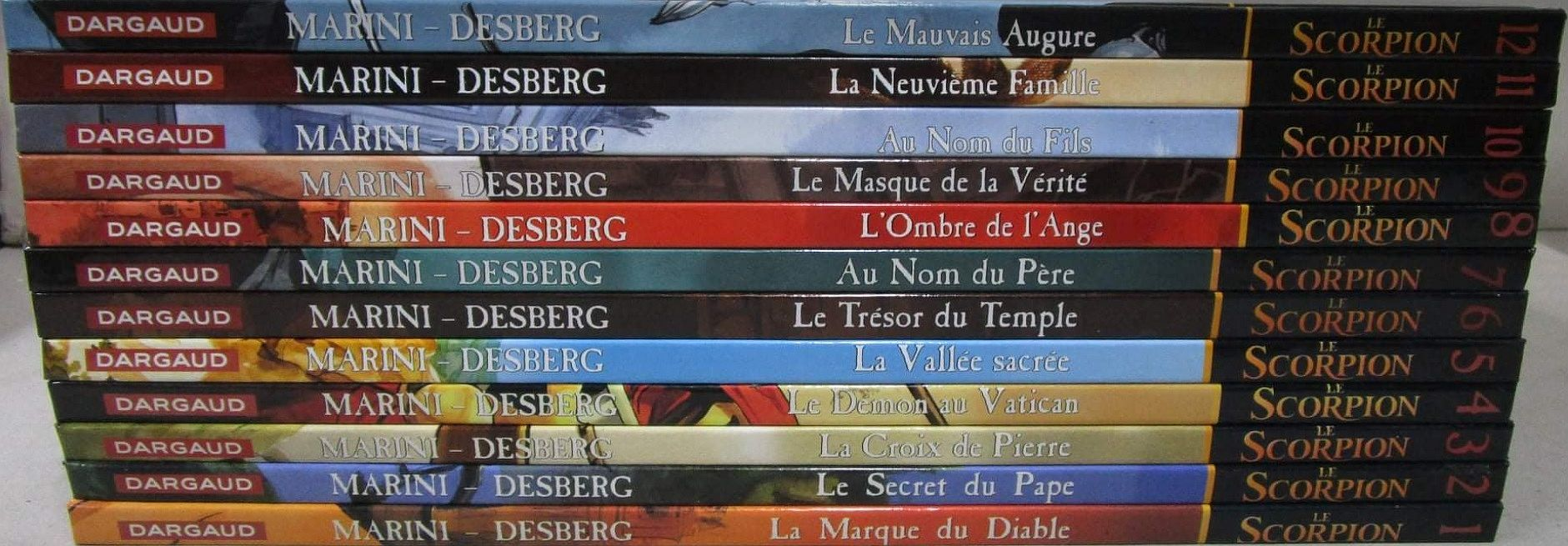
Le Scorpion de l'1 al 12.

Segons Stephen Desberg, la història del Scorpion és una única història que es divideix en diferents capítols:
- El primer cicle (volums 1 al 3) al voltant del papa i el seu assassinat a Roma,
- El segon cicle (volums 4 a 6) porta el Scorpion a Terra Santa per trobar l'evidència que impedirà que Trebaldi ocupi el lloc del papa,
- El tercer cicle (volums 7 a 10) porta la revelació dels orígens del Scorpion i els seus vincles amb la família Trebaldi,
- El quart cicle (volums 11 i 12) parla de l'herència dels Trebaldi, un secret ben guardat des de l'antiguitat etrusca.

#### Primer cicle
Guió: Stephen Desberg, dibuix: Enrico Marini
- 1 La Marque du diable,[9] octobre 2000, Dargaud ISBN 2-87129-301-5
- 2 Le Secret du pape, octobre 2001, Dargaud ISBN 2-87129-352-X
- 3 La Croix de Pierre,[10] novembre 2002, Dargaud ISBN 2-87129-463-1

#### Segon cicle
Guió: Stephen Desberg, dibuix: Enrico Marini
- 4 Le Démon au Vatican, abril 2004, Dargaud ISBN 2-87129-570-0
- 5 La Vallée sacrée, novembre 2004, Dargaud ISBN 2-87129-677-4
- 6 Le Trésor du temple, octobre 2005, Dargaud ISBN 2-87129-760-6

#### Tercer cicle
Guió: Stephen Desberg, dibuix: Enrico Marini
- 7 Au nom du père, novembre 2006, Dargaud ISBN 2-505-00018-2
- 8 L’Ombre de l’ange, novembre 2008, Dargaud ISBN 978-2-505-00474-5
- 9 Le Masque de la vérité, agost 2010, Dargaud ISBN 978-2-505-00914-6
- 10 Au nom du fils, novembre 2012, Dargaud ISBN 978-2-505-01503-1

#### Quart cicle
- 11 La Neuvième Famille, guió: Stephen Desberg i Enrico Marini, dibuix: Enrico Marini, novembre 2014, Dargaud ISBN 978-2-505-01992-3
- 12 Le Mauvais Augure, guió: Stephen Desberg, dibuix: Enrico Marini, novembre 2019, Dargaud ISBN 978-2-505-07086-3

#### Cinquè cicle
Guió: Stephen Desberg, dibuix: Luigi Critone
- 13 Tamose l’égyptien, novembre 2020, Dargaud ISBN 978-2-505-08331-3
- 14 La tombe d'un dieu, maig 2022, Dargaud ISBN 978-2-5050-8941-4

### Fora de la sèrie
Guió: Stephen Desberg, dibuix: Luigi Critone
Le Procès Scorpion, octobre 2007, Dargaud ISBN 978-2-505-00239-0

### Integrals
- Intégrale 1, octobre 2013 Dargaud ISBN 978-2-505-01798-1
- Intégrale 2, octobre 2013 Dargaud ISBN 978-2-505-01939-8